# Min Farshaw
Elmindreda "Min" Farshaw är en av huvudpersonerna i Robert Jordans fantasyserie Sagan om Drakens återkomst.  

## Biografi

### Uppväxt
Min växte upp i Baerlon, en stad i Andor, uppfostrad av sin pappa, som lät henne vara den pojkflicka hon ville vara. När fadern dog försökte tre av hennes fastrar uppfostra henne till en  "anständig kvinna", vilket de misslyckades kapitalt med. Hennes namn, "Elmindreda", kommer från en figur i en bok som svansar runt och suckar över män. Detta är raka motsatsen till Mins personlighet och därför kallar hon sig helt enkelt för det kortare Min. Min är det namn som används genomgående i böckerna av alla personer hon träffar, utom när hon är under förklädnad.

### Mins syner
Min träffar Rand al'Thor i Baerlon när sällskapet precis gett sig av från Emondsvall. Hon gör intryck på honom inte bara med sitt utseende (en mycket vacker kvinna med kort hår och pojkkläder), utan också med sin extraordinära förmåga: att se syner om framtiden. Några syner hon har i början är:
- En röd örn vid Mat.
- En falk och en hök på Perrins axlar.
- Rand häller vatten på sand.
- En ring ovanför Nynaeves hand.
- En vit flamma vid Egwene.

Min vet inte vad dessa syner betyder (alla av de ovanstående får dock sin förklaring senare i böckerna), men hon vet att synerna alltid är sanna.
Hon får alltid fler syner runt människor som kan leda Kraften, dock har hennes gåva ingenting med Kraften att göra. Det vet hon eftersom Aes Sedaierna testar henne noggrant. Detta bidrar till hennes avoghet mot hela organisationen runt Aes Sedaierna.

### Falme och Tornets fall
Moiraine kallar Min till Vita Tornet efter händelserna vid Världens Öga, något Min inte alls är förtjust i. Hon följer därför med Egwene, Elayne och Nynaeve till Falme, och tillbringar vintern tillsammans med Rand istället för att följa med noviserna tillbaka till Tornet. När Rand en morgon är borta, tvingar dock Moiraine tillbaka Min till Vita Tornet. Precis när Min kommer fram till Tar Valon avsätts den Amyrlintronade Siuan Sanche, och Min hjälper Siuan, hennes Väktarinna Leane och den numera stillade falska Draken Logain Ablar att fly till Salidar. Från Salidar skickas Min senare med en delegation till Caemlyn och Rand, och hon har varit hos honom sedan dess.

## Kärleken till Rand
En av de första synerna Min hade om Rand, var en som var lätt att tyda, men hon berättade den inte för honom. Den talade om att hon och två andra kvinnor skulle bli förälskade i honom. Ett av ansiktena hon såg kände hon senare igen som novisen Elayne Trakand som hon mötte i Vita Tornet. Eftersom de två kvinnorna blev goda vänner kom de överens om att dela på honom. Den tredje kvinnan visade sig senare vara Aviendha, en aielkvinna som ironiskt nog hade lovat Elayne att hålla ett öga på Rand för att se till att han inte träffade någon annan kvinna. Alla de tre kvinnornas kärlek till Rand är besvarad, men Min är den enda som ständigt är vid Rands sida. (Elayne och Aviendha har fler plikter.) Min vägrar att lämna Rand, trots att han ibland försöker skicka iväg henne för hennes egen säkerhets skull. Hon berättar också fortlöpande om sina syner om honom, även om hon inte förstår vad de betyder. Min, Aviendha och Elayne har tillsammans bundit Rand till sig som sin gemensamma Väktare - något som aldrig tidigare gjorts.